# Georg Christoph Friedrich Siebert

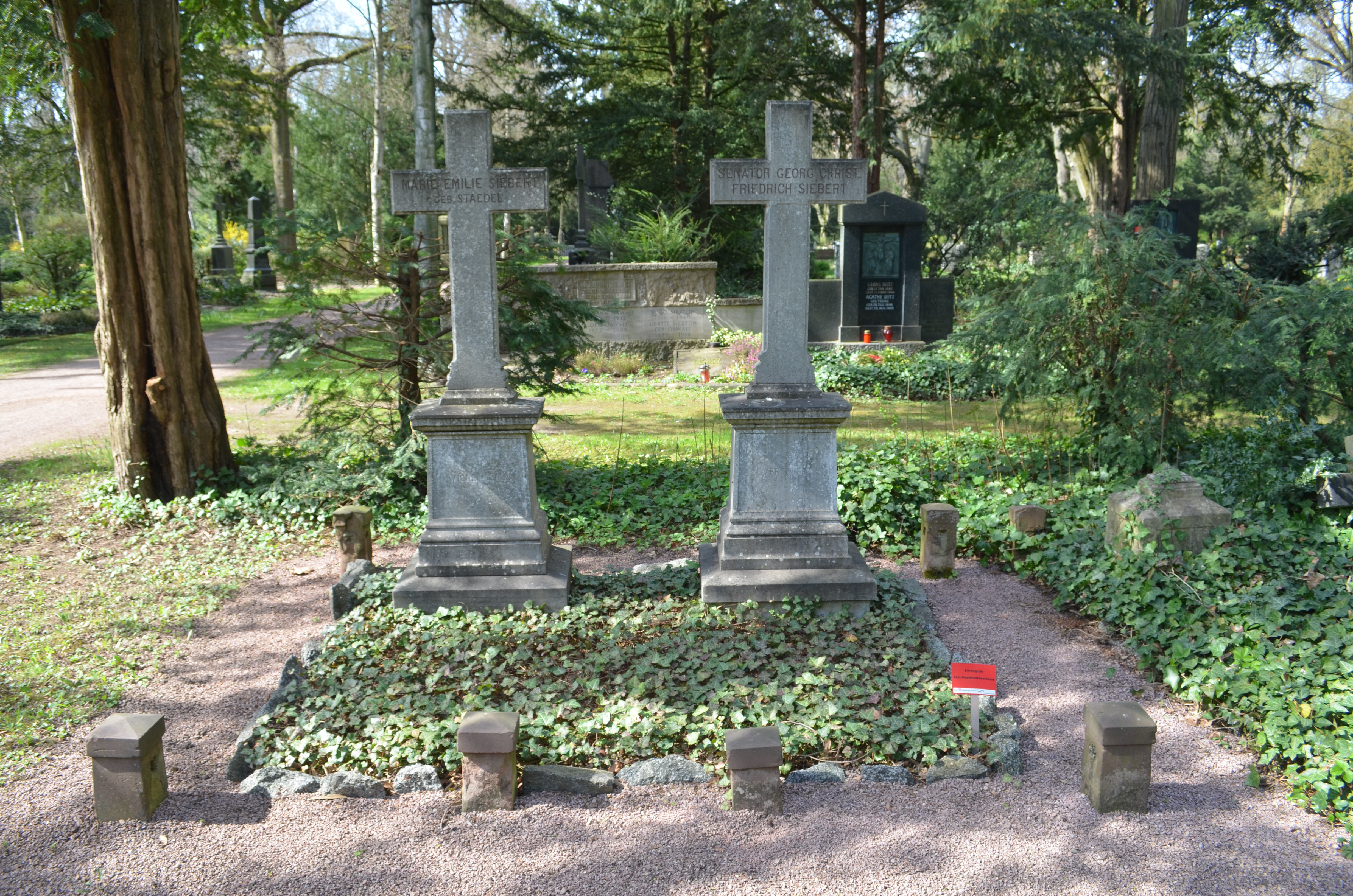
Ehrengrab von Georg Christoph Friedrich Siebert

Georg Christoph Friedrich Siebert (* 18. Mai 1804 in Frankfurt am Main; † 16. November 1891 ebenda) war ein Politiker der Freien Stadt Frankfurt.
Georg Christoph Friedrich Siebert war von 1843 bis 1866 als Senator Mitglied im Senat der Freien Stadt Frankfurt. 1851, 1859 und 1861 war er Jüngerer Bürgermeister. Er gehörte dem Gesetzgebenden Körper 1845 bis 1850 und 1853 bis 1856 an.
Sein Grab befindet sich auf dem Frankfurter Hauptfriedhof (Gewann B 72).